# 2019冠状病毒病美国疫情相关争议
2019冠状病毒病美国疫情相关争议，介绍2019冠状病毒病疫情中各界对美国联邦政府、各州政府及医院应对疫情与防疫措施等的争论。

## 政府应对问题
2020年2月26日，《华盛顿邮报》援引公共安全专家观点指，“让专家感到害怕的是，当病毒向中国以外地区蔓延时，没人知道美国的情况如何，因为他们（美国政府）根本就不查。”该报指，专家们越来越担心，截至26日美国较少的确诊病例数可能反映的是检测数量有限，而非病毒传播的实际情况。截至26日，相较于进行了超过35000次核酸检测的韩国而言，除乘坐疏散航班的美国侨民外，美国对426人进行了核酸检测。
3月2日，美国纽约州举办发布会通报该州COVID-19疫情情况，纽约州长安德鲁·科莫表示，纽约州首例确诊病例并没有在医院治疗，“因为80%的COVID-19病例都会自愈，不用去医院”。此发言遭质疑政府对疫情“轻描淡写”。
由于部分轻症或无症状感染者可能并未意识到自身已感染了病毒，专家认为实际感染人数要远多于官方记录数据。
3月11日，纽约时报披露，政府各级行政人员以伦理问题为由拒绝西雅图的传染专家海伦·Y·朱（Helen Y. Chu，音）对其所在实验室采集的流感样本进行冠状病毒检测，导致了西雅图地区疫情的蔓延。
美國公共衛生專家戈斯登（Lawrence Gostin）認爲3月13日針對歐洲的旅行禁令，對現時美國控疫可能不會有什麽作用。
3月13日，時任《科學》主編霍爾頓·索普在雜志摘文批評華府扭曲美國疫情情況，請求特朗普「幫下大家忙」（do us a favor）尊重科學。
5月，美國疾控中心發表首席副主任舒哈特等人撰寫的一份報告，分析美国疫情加速蔓延背後的失誤。报告认为，造成美国疫情加速蔓延有四大因素：美国政府未能對中國以外地區及時發布旅行限制令，致境外輸入病例持續增加；無及時限制大規模聚會；缺少防護措施；檢測不充分。
9月，美国国会众议院COVID-19特别调查委员会披露白宫调查报告称，美国政府官员刻意掩盖疫情，自6月以来导致额外超过5.8万名美国民众死亡，对数百万美国人的生命造成威胁。美国疾病控制与预防中心调查发现，在美国医护人员中，每20人就有1人曾感染COVID-19，其中69%从未被检出。

### 诊断标准过高
2020年，美国疾控中心于2月13日更新的诊断标准建议对3类人群进行核酸检测：过去14天有中国大陆疫情地区居旅史的人，且病情需要住院；过去14天有湖北居旅史，且出现发热等症状的人；过去14天和疾控中心确诊病例有密切接触的，且有发热等症状的人。觀察者網认为该诊断标准过于严苛，且忽略了无症状感染者等情况。2月19日，加利福尼亚州患者（#15）从加州北部一所医院转院至加州大学戴维斯分校医疗中心，该患者当时处于插管治疗状态且配有呼吸机。加州大学戴维斯分校向美国疾控中心申请批准对患者进行COVID-19核酸检测，但由于该病例“不满足美国疾控中心确诊标准”，不予获批。直到2月23日，美国疾控中心才批准核酸检测。最終2月26日核酸检测结果显示阳性。至少在疫情早期，美国卫生官员对无症状或亚临床感染在疫情传播中的作用缺乏足够重视和防范。

### 核酸检测问题
2020年，美国多地公共健康实验室向美国联邦政府表示抗议，批评美国疾控中心向各州发放试剂盒的速度过慢，要求开放各地自行生产试剂的权限。纽约时报又指，除美国疾控中心总部外，全美仅5州具备核酸检测的能力。这五个州合计确诊人数即占美国累计确诊人数的三分之二。
3月2日，纽约时报发布报道，指责美国疾控中心（CDC）坚持使用自研的、有缺陷的核酸试剂盒，而不用德国团队早已研究出的同类产品，这直接导致检测进展缓慢。报道称，COVID-19在中国出现后不久，美国CDC就开始研制自己的试剂盒。2月中旬，CDC推出一套核酸检测试剂盒，并向州和地方卫生实验室发放了数百套。然而在诊断过程中，检测的最后一步（第三步）有生产缺陷，出现了“实验结果不可读”的情况。之后CDC要求各地将检测结果寄回亚特兰大总部，承诺替换试剂盒。这起重大失误导致美国对病毒检测的进展停滞，当时州和地方实验室无法对核验作出最后诊断。而早在今年1月，德国研究团队已开发SARS-CoV-2实验室的检测方法，能够在“非常短的时间内”可靠地诊断出病毒，这迅速被世界卫生组织采用，并分发给几十个国家。哈佛大学流行病学家迈克尔·米娜博士（ Michael Mina）表示，若FDA直接批准德国研发的试剂盒，美CDC简单地进行分发就行，“而不是非要从0开始创造一个新的”。即使是现在，美国政府也可以这么做。她同时认为CDC此举或是一种美国化思维作祟，认为“我们可是美国主要的公共卫生实验室，是不会随便效仿其他先行者的”。纽约时报除了批评核酸试剂盒的使用外，还批评检测标准范围狭窄。报道采访了住在纽约皇后区的珍妮弗·奈特。上周日她和伴侣，以及一群朋友刚从意大利米兰回国。他们当中有几人在回国前后生病了，而珍妮弗头痛和喉咙痛，其伴侣一直发烧、咳嗽也很厉害。但珍妮弗表示，“我们好像没法接受检测”，医院急诊科工作人员告诉她，它们不做病毒检测。布鲁克林的一家医院也这么说。珍妮弗还说，每当他们试图去问有关检测的事情时，“就会被赶出门”。她称她和伴侣现在都在家中自我隔离。约翰·霍普金斯医院急诊科助理教授劳伦·绍尔（Lauren M Sauer）表示，测试标准太严格，人们没有接受检测。“我从很多同事那听说，许多检测申请都被拒绝了”。美国CDC前主任费和平（Tom Frieden）表示，“很明显，推出这种检测标准存在一些问题”，“有很多沮丧的医生、病人和卫生部门”。北卡罗来纳大学教授拉尔夫·S·巴里克则说：“为什么韩国人一天能做一万次检测，而我们做不到？”。
3月3日，美国疾控中心国家免疫和呼吸系统疾病中心主任南希·梅森尼尔表示，目前美国境内有十几个州级和地方级卫生部门可以进行病毒核酸检测，但检测阳性结果需要由CDC总部进行进行第二次核查。梅森尼尔同时希望商业实验室的测试能力能尽快跟进。同时，美国疾控中心发放的部分核酸检测试剂盒出现“实验结果不可读”的情况。一家国家公共卫生实验室呼吁食品和药物管理局允许他们开发和使用自己的检测。夏威夷政府对检测能力的缺乏感到非常震惊，夏威夷方面请求疾控中心允许使用日本的检测方法。
3月12日，弗罗里达州众议员黛比·瓦瑟曼·舒尔茨（Debbie Wasserman Schultz）在一场听证会上引述美国护士联合协会的指控称「无数」接触冠状病毒的医护人员被拒绝接受冠状病毒检测，并质疑美国疾控中心对谁可以接受病毒检测的标准很窄。对此，美国国家过敏和传染病研究所所长安东尼·福奇在议会听证会上公开承认，美国的病毒检测能力未能满足当前的检测需求，并称美国的检测系统是「失败的」（a failing）。NBC同时引用美国疾控中心的报告称疫情发生至今，美国疾控中心共计对11000多个样本进行了病毒检测，远远少于其他国家，特别是考虑到每个病人都需要多个样本，其实际检测的人数可能更低。而根据BBC的报导，韩国每天检测的患者人数就已经近2万。
3月19日，美国加利福尼亚州洛杉矶县卫生官员建议医生放弃对疑似患者进行COVID-19检测，只有在检测结果呈阳性能对改变治疗方式起到一定作用的情况下才能给他们做检测。卫生官员表示此举是由于患者数量过多且检测能力不足，希望通过这种方法减缓病毒传播。该部门表示，疫情应对策略正在从控制感染人数转变为减缓病毒传播、避免发病率和死亡率过高的情况出现。《洛杉矶时报》批评指，不对所有出现症状但情况良好、可进行居家自我隔离的人进行检测，就意味着这些人永远不会出现在官方的统计数据当中，人们也很难了解到当地究竟有多少人感染了COVID-19。

### 「群體免疫」爭議
2020年，據美媒報導，川普政府新顧問阿特拉斯（Scott Atlas）想力推「群體免疫（herd immunity）」帶領美國走出疫情，這是一種靠病毒大量散播給多數人口以快速建立免疫的方式。據《華盛頓郵報》引述一些現任、前任官員與專家指出，川普政府已開始依據這類想法實施一些政策，命令修改了一些防疫相關的標準，引起公衛官員們的擔憂。
官員向媒體透露說，白宮命令疾病預防控制中心“自上而下”更改冠狀病毒測試指南，將標準變更。

### 松动强制口罩令争议
随着疫苗接种人数增加，2021年5月13日，美国疾控中心建议完成疫苗接种的民众参与活动时可不戴口罩，随后部分州政府和大型企业宣布跟进，放松强制佩戴口罩之规定。支持者认为此举标志着抗疫即将迎来曙光，而反对者则认为此举操之过急。由于缺乏统一之疫苗接种认证，各州在执行口罩令时，会遇到如何辨认疫苗接种者和非疫苗接种者之难题。

### 疫苗护照争议
为了帮助重启旅游业和商业，一些国家决定推广疫苗护照，以识别疫苗接种者和非接种者。这一举动在美国引发巨大争议。支持者认为其能加快社会恢复速度，而反对者则认为其侵犯公民隐私，且可能存在欺诈，对弱势群体也不公平。白宫新闻秘书普萨基表示联邦政府不会强制要求民众携带疫苗证明，但疫苗护照已经成为了共和党的政治武器。得克萨斯州、佛罗里达州、爱达荷州等州长为共和党的州于2021年4月初相继签署行政令禁止疫苗护照，相反一些州长为民主党的州则支持疫苗护照，如纽约州已在2021年3月底颁布全美首个疫苗通行证。
在社会压力和对疫苗的怀疑情绪影响下，不少民众铤而走险，选择伪造疫苗接种证明。制作或购买假证涉嫌未经授权滥用政府印章，该罪可能会被判处最高1.5万美元罚款和5年监禁。2021年5月8日，美国联邦调查局逮捕了加州一位出售假证的嫌疑人，这是美国破获的第一起接种证明造假案件。

## 資訊公开问题
2020年2月27日，美国副总统彭斯召集美国卫生部门官员学者开会，明确大家要“口径一致”。彭斯要求以后美国政府官员和卫生部门的专家对COVID-19疫情的公开声明，都必须经过美国副总统办公室的协调。美国国家过敏和传染病研究所主任安東尼·弗契表示，他已经受到白宫指令，未来任何对外声明都需要得到白宫批准。《纽约时报》认为彭斯将对卫生部门专家的声明进行“控制”。 
截至27日，美国疾控中心网站显示，美国只对本土445人进行了核酸检测。
3月1日，《纽约时报》報導中指出根據美國華盛頓州兩名COVID-19患者的病毒基因分析，專家研判COVID-19恐已在華盛頓州傳播至少有六周。華盛頓州衛生廳流行病學家林德奎斯特（Scott Lindquist）在3月1日表示，必須對該州更多其他病例進行病毒基因分析，看看它們之間的關聯性
。
3月2日，美国疾控中心在其网站移除了美国全国核酸测试数和COVID-19致死人数，并建议居民访问州疾控中心网站查询本地的最新数据。威斯康星州众议员马克·波肯表示此举难以接受，认为美国民众应当有知情权。波肯已向美国疾控中心负责人致信质询原因。
3月3日，美国副总统彭斯主持肺炎疫情白宫简报记者会，但白宫官员要求在场记者禁止录像录音报导，记者仅能以文字做即时报导。
加州有護士發表匿名公開信，聲稱包括一批醫護人員照顧COVID-19患者後，出現COVID-19病徵，並須接受14天隔離，但疾控中心卻以他們照顧病人時有穿着防護衣為由拒絕為他們進行病毒檢測，亦有護士表示因缺乏檢測所必需的物資，出現COVID-19病徵的醫護人員亦不能進行檢測。
據美國媒體報導，川普團隊為了經濟與復工等問題，要求美國疾控中心降低其死亡人數，使他們進行修訂，以使死亡人數要比最初報告的少得多。而佛羅里達州一名設計疫情數據庫的女性工作人員因拒絕“手動更改數據以爭取對重新開放復工的支持”，而被政府開除。她因拒絕更改一月疫情病患出現的數據與時間而被免職。

### 撤侨行动吹哨人
2020年2月27日，《华盛顿邮报》爆料了一個吹哨者投訴的消息，舉報人稱十多名負責防疫的工作者被派去接待第一批從武漢撤回的美國人，然而，他們沒有接受適當的感染控制訓練或收到適當的防護服。
之後流出消息指出，該爆料者是美國衛生與公眾服務部（HHS）一名資深女性官員，她舉報HHS在應對新型冠狀病毒肺炎疫情上「部署不當」，而這名「吹哨人」在舉報後遭受了不公正的職位調遣，她在之後遭到降職，並被告知，如果15天內不接受降職安排，她將被開除。
白宮在媒體報導此事後，同日（27日）下令所有政府機構接獲媒體查詢疫情相關問題，都要透過他的辦公室處理。民主黨人警告，這可能讓醫學專家無法自由談論疫情。

### 養老院隱瞞病例
一名曾向政府和媒體舉報自己工作養老院隐滿病例的吹哨女護士，不幸因COVID-19离世。
据《波士顿環球報》2020年4月11日報導，馬薩諸塞州利特爾頓市的納肖巴生命護理中心（Life Care Center of Nashoba Valley）通報稱，一名於該機構工作的護士感染了COVID-19後死亡。援引“WCVB”報導指出，這名護士的名字叫瑪利亞·克裏爾（Maria Krier），現年59歲，兩周前因身體不適進行COVID-19檢測，隨後結果呈陽性。此前，這名護士曾向當地媒體揭露，養老院的有瞞報、防疫工作不足的情況。
。
瑪利亞·克裏爾向媒體公開的透露的訊息表示，養老院內當時已有一名老人COVID-19檢測呈陽性，但該機構並未向外公布這一病例，同時也讓工作人員處於被感染的風險中。“同時，她還披露了養老院中，防疫措施欠缺的問題。首先，養老院缺乏對已展露出癥狀老人的護理。其次，養老院內也缺乏任何保護工作人員和老人的防護方案。
同樣的，4月15日紐約時報報導，民眾舉報在新澤西州的一個小鎮中的養老機構，該設施隱藏了最近有68名入院人士和護士死亡的消息。
2021年2月11日，紐約郵報引述紐約州州長安德鲁·科莫幕僚德羅薩(Melissa DeRosa)的一段私下對話，指州政府曾擔心養老院的死亡數據「會被用作攻擊自己」，因而未公布真實數字。紐約州檢察長詹姆斯(Letitia James)於一月份發布報告，稱養老院居民實際染疫死亡人數比州政府公佈之數據多出約一半。和其他州不同，紐約州僅統計死於養老院內的病例，而未統計從養老院送入醫院後死於醫院的樂齡人士。截至2021年一月，紐約州官方僅報告了8711總養老院居民染疫死亡病例，而完整的數字約有13000宗。州長科莫表示將負全部責任，但其只認為數據發佈有延遲，並未承認掩蓋真實數據。

### 情报问题
美国广播公司于2020年4月8日报道，有四位知情人士透露，早在2019年11月下旬，美国国家医学情报中心的情报官员就曾多次向国防情报局、五角大楼和白宫警告，一场传染病正在席卷中国武汉地区。这场「灾难性」疫情不仅会对当地民众造成威胁，还会改变他们的生活和商业模式。这些报告是通過有线網絡和计算机信息拦截以及卫星图像分析綜合得出的结果，報告还认为武汉的疫情可能会演变成一场灾难性事件，一旦疫情失控将会对美军部署在亚洲的军事力量构成严重威胁。一位消息人士在谈到美国国家医学情报中心的报告时表示「分析人士得出结论，这可能是一场灾难性事件。」另有知情人士表示情報官員早在11月底就曾多次向国防情报局、五角大楼联合参谋部和白宫通报情况，整个12月，包括美国国家安全委员会在内的政府部门都在就此反复举行简报会，一直到2020年1月，美国总统特朗普开始每天都会接收到疫情发展简报，然而白宫方面忽视了如此明确的警告信号，不仅没有遵循既定的大流行应对方案进行预先防疫，政府效率也非常迟缓。白宫国家安全委员会和国家情报局局长办公室對此拒绝置评，五角大楼則于4月8日发表声明，否认存在該報告。然而，一名情报官员告诉美国广播公司记者，如果美国情報机构真的沒有得出這份報告的话，「那将是情報收集系統在9·11事件之後的又一次大规模失败。但事实并非如此，他们有智慧。」，認為該報告存在，但白宮沒有重視。曾负责监督国土安全部情报行动的美国广播公司新闻撰稿人约翰·科恩也表示，如果官员不采取行动，即使是最好的信息也毫无用处。国土安全部前代理副部长科恩也認為：「在应对公共卫生危机或任何其他严重安全威胁时，我们的领导人必须迅速作出反应，采取措施应对情报报告中确定的威胁。对我来说，情报部门发现疫情并不奇怪；令人惊讶和失望的是，白宫无视明确的预警信号，未能遵循既定的大流行应对方案，并且迟迟没有在政府范围内做出应对这场危机的努力。」

### 疫情“吹哨人”被報復

#### 里克·布萊特
美國時間2020年5月5日，美國疫情“吹哨人”之一，美國生物醫學高級研究與開發局（BARDA）前局長里克·布萊特（Rick Bright）向媒體投訴了美國衛生與公眾服務部。在提交給美國特別檢察官辦公室的投訴文件中，他指責美國政府低估了疫情的威脅，並對早期冠状病毒警告的科學家進行報復。
據《路透社》報道，1月份時，時任美國生物醫學高級研究與開发局局長的布萊特就對COVID-19提出了預警，指責美國政府過度低估了疫情的威脅。但遭到了美國衛生與公眾服務部部長亞歷克斯·阿紮爾和該機構其他高級官員充滿敵意的對待，如壓下他的警告，並要求他服從政府命令。最後，布萊特被免去BARDA局長一職。

#### 丽贝卡·琼斯
丽贝卡·琼斯（Rebekah Jones）曾是佛罗里达州卫生部门的一名数据科学家，负责维护该州疫情公告网页。有官员曾指示琼斯隐藏或操控数据以使佛罗里达州达到重启标准，琼斯在拒绝后于2020年5月15日遭到解雇，州长罗恩·德桑提斯回应称琼斯被解雇的原因是屡次犯上。被解雇后琼斯自行建立并维护了一个公告网页记录佛罗里达州疫情，琼斯的网页记录了核酸检测的真实人数而官方版本忽视了一人可以被检测多次的情况，用次数来代替人数，可以降低阳性率。此外琼斯的网页还记录了不被官方列入统计的在佛罗里达州的非佛罗里达居民的死亡情况与不在佛罗里达州的佛罗里达居民的死亡情况，以及抗体呈阳性的人数，因此其报导的死亡人数和感染人数都高于官方网页。琼斯认为这些统计是必要的。12月7日，琼斯称佛罗里达州的警察带着搜查令闯入其家中，带走了其硬盘和电子设备。搜查令指琼斯在离职后依然使用在职时多人共用的用户名和密码登录到州健康系统服务。

### 紐約警方拘留海燕事件
2020年2月初，中國留學生海燕Hedy Zhang（藝名）參與一場名為「我是李先生」的藝術活動以紀念李文亮和抨擊中國的防疫問題。由於藝術創作含有自殺，遺書等元素，2月11日數名紐約警察上門詢問，表示收到報案海燕想自殺。紐約警方要求海燕刪除相關内容，海燕不從之後被强制送往精神病院。

### 核酸检测结果造假
2020年6月19日，美国佐治亚州阿森斯市的4名护士在接受采访时指控她们所供职的「地标医院」（Landmark Hospital）对COVID-19核酸检测结果进行造假。在递交给当地法院的起诉文件里，发起指控的护士们声称，医院故意操纵检测结果以掩盖院内的疫情。一名护士在采访中称：「当他们发现有人检测呈阳性时，他们会重新再做一次检测，让结果呈阴性，然后他们就会说之前的是假阳性。」她还表示，医院采用的手段就是在第二次的检测过程中，指示工作人员将阳性病人的咽拭子样本标记成「鼻拭子」，并送到一家只做鼻拭子检测的实验室，这样检测出来的结果会呈阴性。有一名护士在采访中告诉媒体，当她按照程序正常操作时，却遭到了上级的报复。她说：「我做了检测，结果呈阳性，然后就因为未遵照医生的指令进行检测被解雇了。」对此，佐治亚州立大学公共卫生学院的一名副教授Harry Heiman称，对病人进行正确的检测至关重要，这样该州才能得到准确的COVID-19病例数。他表示「故意把采自气管的拭子标注成鼻拭子将导致实验室不能采用正确的方法进行检测，并得不出准确的结果」，「这正是这家医院被指控的正在发生的事情，那对病人和员工而言都是一种不道德且危险的做法。」

### 疾控中心数据公开问题
据纽约时报2022年2月20日的报导，尽管美国疾控中心收集了大量冠病患者年龄、种族、疫苗接种情况等数据，但大部分数据仍未公开。在这些数据中最重要的是疫苗及加强针对18至49岁成人的效用。公布该数据有可能使民众对疫苗作用产生误解，但许多医学专家仍然希望疾控中心公布数据，否则他们只能通过别国的数据来为美国民众提供加强针接种建议。另外，疾控中心自2020年9月就开始搜集废水中的病毒含量，但直至2022年才开始公开。

## 醫療系統相關问题
2020年2月29日，美國得克萨斯州疾病预防与控制中心误将一名COVID-19感染患者解除隔离，该名患者為武漢撤僑美國公民，此前与COVID-19患者有接触，在该州疾病预防控制中心两次检测结果呈阴性后被解除隔离，在解除隔離期間其活动轨迹遍布聖安東尼奧市的酒店、购物中心等多地。3月1日第三次檢測结果呈阳性，随后又被再次恢复隔离。事件發生後，聖安東尼奧市市長於Twitter上表示CDC的失誤是「不可接受的」（Unacceptable），同時召開新聞發佈會宣佈該市進入公共衛生緊急狀態。德州州长则指责CDC的这一行为为「渎职」（negligence）。
全國護士聯盟的調查發現，美國大部分的醫院及健康設施并未做好應對COVID-19的措施。截至3月3日的調查顯示，只有63%的受訪醫護人員獲發N95口罩，以及只有30%的受訪者稱僱主有足夠的個人防護裝備存貨。
3月30日，联邦紧急事务管理局的官员告诉民主党领导的委员会成员，国家战略储备中还有9500台呼吸机，预计到4月13日还将有3200台，这将远远低于仅在纽约州要求的数额，纽约州州长安德鲁·库莫曾表示，急救人员预计在未来两周内需要3万至4万台呼吸机。联邦紧急事务管理局第三区的各州——特拉华州、宾夕法尼亚州、马里兰州、弗吉尼亚州、西弗吉尼亚州和华盛顿特区——要求提供520万个N95口罩，但截至3月30日，它们收到的口罩数量为44.5万个，不到10%。他们还要求1.94亿副手套，收到99.1万副，不到1%。这些地区还要求15000个尸袋，但到3月底还没有收到。
美国卫生与公众服务部監察辦公室于4月3日表示，他们在3月23日至3月27日期间访问了全美323家医院並得出報告。該報告由美国卫生与公众服务部首席副监察长克裡斯蒂·格莉姆牽頭完成。報告稱“检测用品和防护设备短缺以及等待检测结果時間過長正在阻碍各医院追踪当地疫情和保护一线医务人员的能力。”報告還提到一些医院告诉监督机构，他们缺乏“新增床位配套的关键物资和后勤支持，影响了医院照顾病人的能力”，還有一些醫院則表示他们缺乏病房用品，包括医用煤气、床单、卫生纸和食物。报告称，农村和偏远地区的医院面临着“特殊挑战”，需要维持必要的供应并补充库存。另外，全国大多数医院為了解决COVID-19患者激增问题而推迟了其他非緊急手术和醫療服务，這使得许多医院在危机期间的收入降低，一些醫院担心資金問題會導致运营能力下降。监察办公室还记录说，医院因接受聯邦政府“相互矛盾的指导”和“错误的信息”而感到沮丧，这些信息使他们的工作更加困难。他们正在努力打击“增加医院工作量”的“错误信息”，一些病人出现，迫使医院在公共信息上花费时间和资源。特朗普于4月6日被问到美国卫生部监察机构的这份报告时，驳斥了调查结果，称“这是错误的”，并询问调查此事的监察长姓名。
4月5日晚，美国密歇根州底特律市的西奈-格雷斯医院部分医护人员在要求医院向超负荷运转的急诊室增派更多护士未果后，纷纷表示拒绝继续工作，而医院方面则同意了他们的离职。据西奈-格雷丝医院一名医生称，该院的夜班护士表示，除非医院请更多的护士来帮忙，否则他们不打算进入急诊室继续工作了。而在经过四个小时的慎重考虑后，医院的管理层作出决定：他们不会再聘请更多人手，这些罢工的护士可以选择继续上班，也可以选择辞职。部分医护人员随后选择离开医院。在这家医院急诊室工作的护士萨尔·哈德万也在社交媒体的直播视频中证实了这名医生提供的细节。哈德万称，他和其他的一些急救室护士被开除出院。而在院方开除一批值夜班的护士后，日班护士则被要求继续工作——这意味着他们要24小时轮班。而医院将聘请四名护士来帮助值夜班的医护人员。哈德万称，“我们之所以罢工，是因为我们无法在这里安全地照顾你们的亲人——这里只有六七个护士和几台呼吸机，还有很多人在输液，这远远不够，两名护士就要照顾26位病人。”他在视频中还说，医护人员们需要支援，他们已经连续三周有超过110名病人在急诊室需要照顾了。对此，美国密歇根州护士协会主席杰米·布朗表示：“全州的医护人员都在竭尽全力保护病人和自己的安全。医护人员不足和医疗设备的短缺情况终于到达了一个临界点，于是西奈-格雷斯医院的护士们站出来发声了。一位护士如果为他的病患、家人和同事们考虑，那么最应当做的事情就是大声说出来，而不是保持沉默。在医院开始认真对待医护人员的担忧之前，更多类似的‘罢工运动’发生只是时间问题。而更重要的是，医院应当开始与护士们合作，并不再让我们保持缄默。” 
美国哥伦比亚广播公司4月6日报道称，疫情当前，全美都面临医护人员短缺问题，但多家医院却因收入锐减而不得不裁员。COVID-19疫情危机下，不少医院因为出现收支困难，又不得不裁员，如此陷入死循环中。调查显示，一些医院因为收治了COVID-19患者，不得不停止了其他手术，这也直接导致医院的收入锐减。为减少运营成本，医院不得不通过临时裁员的方式节省开支。在接受CBS采访时，迈阿密大学杰克逊纪念医院的护士安吉拉透露，自己和同事均收到邮件，要求他们请事假离开单位：“我无法理解这事，因为全国都在号召护士去上班抗疫，是他们请求医护人员投身到抗击COVID-19疫情的工作中啊。”杰克逊纪念医院首席执行官卡洛斯表示：“我们属于公共医疗系统。我们的营业利润非常、非常小，赚不了很多钱，不像盈利性医疗系统下医院那样有巨大的运营资金。”卡洛斯还表示，医院自停止做多项其他外科手术以来，已损失了40%的盈利，预测仅4月份就会损失2500千万美元，现在的运营收入已经触底了：“当收入停止增长时，我们就触底了，只是不知道这样会持续多久。”
4月6日，美国哥伦比亚广播公司记者大卫·贝格纳德在纽约布鲁克林一家医院的ICU进行COVID-19疫情采访，当天，他穿了非常严实的防护服，戴了口罩、面罩和手套。在医院里，他采访了一位匿名护士，护士说：“我想要和你一样的防护面罩和防护服，我希望我们所有人都有。”大卫询问：“你穿的是什么，好像垃圾袋。”她表示，自己穿的就是垃圾袋。大卫称，该医院很多医护人员都没有足够的防护装备，采访结束后，他把自己的防护面罩消毒后寄给了这名护士。

## 藥品相關問題
3月24日，美國廣播公司報道一名男子在摄入鱼缸清洁劑后死亡，該男子發現清潔劑配方表中含有氯喹，故服用清潔劑。專家表示，清潔劑雖然含有氯喹，但配方與藥用氯喹製劑不同，更不能用來治療疾病。
3月30日，美國食品藥物管理局表示美国目前正面临羟氯喹和氯喹药物短缺的问题，并指出這兩種藥物「需求量大幅增加」。此前，这些药物受到了广泛关注，认为它们可能有助于治疗COVID-19患者。4月3日，美國廣播公司報導一些系統性紅斑狼瘡患者無法購買到羥氯喹來治療疾病。對此，美国狼疮基金会發表博文表示「不幸的是，全国范围内许多狼疮患者无法完全获得这些急需的治疗，或者他们在填写处方时面临其他重大障碍。」

## 美中防疫合作问题
2020年1月28日，美国卫生与公众服务部部长亚历克斯·阿扎在新闻发布会上表示，1月6日、27日和28日美国通过三种渠道向中国提议，派遣美国疾病控制与预防中心（CDC）团队协助中国防疫，敦促中國應更加合作。1月30日，美國商務部長威爾伯·羅斯接受霍士新聞頻道訪問時表示，對冠狀病毒受害者深表哀悼，同時認為疫情有助於工作機會回流美國。同日，美國國務卿蓬佩奧到訪英國，與英國外交大臣晤傳媒時稱中国共产党是當今時代的主要威脅。同日，美國國務院宣布，因應世界衛生組織宣告國際公共衛生緊急事件，將對中華人民共和國的旅遊警示提升至最高的第4級，由呼籲重新考慮旅行調整至呼籲國民勿前往。中華人民共和國外交部1月31日回應稱，中國發放資訊及數據及時且公開透明，美國言行不符事實及不合時宜，又認為美國舉措與世衛呼籲避免旅行限制是反其道而行之，「帶了一個很不好的頭，實在太不厚道」。
2月2日，美國國家安全顧問羅伯特·C·奧布萊恩對CBS《面對國家》節目表示，讚賞中國對疫情的處理較以往更加透明，同時指美國醫療衛生人員經驗豐富，惟中國仍未同意美國派遣CDC人員協助抗疫。翌日，中華人民共和國外交部回應指美国政府迄未向中方提供任何实质性帮助，已歡迎美國專家加入世界衛生組織專家組，得知美國已向世衛提交專家名單，中國將繼續與各國加强合作。中华人民共和国外交部并批评美国制造和散播恐慌情绪。中华人民共和国外交部发言人华春莹在2020年2月3日表示：「自1月3日起，中方共30次向美方通报疫情信息和防控措施」。
2月3日，法新社報道，国家免疫和呼吸系统疾病中心（NCIRD）主任梅森尼爾（Nancy Messonnier）對被中國指為「散播恐慌」的禁止入境措施表示贊同，指措施是基於最佳科學判斷，同時預告還將有更多撤僑行動。同日，白宮表示中華人民共和國已接受美國提議，同意美國派遣專家加入世界衛生組織專家組，前往中國了解情況。中華人民共和國外交部则在2月4日表示注意到美國多次表示願意提供援助，希望有關援助早日到位，並在回答另一問題時再次提及世衛與一些美國傳媒及專家反對旅行禁令等「過度限制措施」，2月5日表示美国当季流感已导致1900万人感染、1万人死亡，比例高于中国疫情，呼吁“有关国家能尊重世卫组织的专业权威建议”，“不要过度反应”。
4月1日，据美国媒体BuzzFeed报道，FDA拒绝给中国的KN95口罩颁发授权许可，导致N95口罩的替代品无法进入美国使用。但FDA的做法又与此前CDC发布的公告相违背，公告指出：KN95口罩是N95口罩的替代品。中華人民共和國外交部发言人华春莹表示：抗疫物资供应的确涉及不同国家和地区对产品的认证标准差异等具体问题，但这些问题不应该成为抗疫物资合作的障碍。

## 議員在疫情期間的可疑股票交易
2020年3月19日，《全國公共廣播電台》報道，參議院情報委員會主席理查·波爾在2月27日一場私人聚會中透露「當前疫情可能類似1918年流感大流行」，据ProPublica的調查顯示理查·伯爾在二月中已經抛售大量的股票。美國媒體調查後發現，部分參與聚會的議員在美國疫情暴发前亦有抛售大量股票。

## 工业生产争议

### 特斯拉復工
2020年5月，特斯拉工廠所在的阿拉梅达县政府禁止特斯拉工廠复工，對此特斯拉总裁马斯克批評阿拉梅达縣政府是法西斯，並違背縣政府的指令要求特斯拉工廠复工，同時威脅將特斯拉工廠遷出加利福尼亞州，並表示會做好被捕準備。對此加州州长加文·紐森表示，有可能一周後就允许特斯拉工廠复工。弗里蒙特卫生局也表態希望各方能就復工程序和时间表达成一致。美国财长史蒂芬·梅努欽表示，加州应当采取任何必要措施，帮助特斯拉復工。

### 食品加工行业
肉类加工厂的工作环境通常位于低温潮湿的室内，易于COVID-19传播。且工人在工作时难以保持社交距离，工作时为了盖过机器声的讲话交流使得飞沫更容易传播。飞沫落在肉类表面，使得加工厂不但出现了人与人的传播，还出现了人传肉、肉传人的传播。但在加工厂的疫情被爆出前，工厂通常禁止工人佩戴口罩，没有采取措施保持社交距离，不批准工人带薪休假，也不公开工人的感染情况。2020年4月28日，美国总统特朗普发布了一项行政命令，宣布依据国防生产法，肉类加工厂属于「关键基础设施」，从而禁止被各州卫生当局关闭。并且这项行政命令在工人试图对工厂COVID-19爆发提出索赔时可以为工厂提供有效的辩护。除此之外，印第安纳州的泰森食品公司的一名工厂经理甚至为工厂的主管和经理组织了赌博，押注有多少员工感染COVID-19。

### 亞馬遜倉儲工人
2020年4月21日，亞馬遜公司的倉儲工人計劃在接下來的一週發起全美罷工，呼籲公司提高COVID-19防護標準，包括關閉倉儲設施，公佈陽性病例，提供病毒檢測和帶薪假期等，而貝佐斯承諾的預防性健康措施只是體溫檢查和無薪休假。亞馬遜曾多次拒絕披露員工中的確診和死亡病例，並稱公司已採取一系列防護措施，罷工的只是一小部分倉儲員工。自COVID-19流行以來，已有近四十名亞馬遜工人向美國國家勞工關係委員會提起訴訟，稱其因為在此期間組織活動而被懲罰或解僱。其中幾個案件已做出有利於工人的判決。

## 特朗普个人争议

### 2020年
2月14日，CNN发布专题报道，列举了特朗普在上周和前一周分别发表的31份和55份虚假声明，其中包括1月底在爱荷华州得梅因举行的竞选集会上发表的22份声明和2月初在北卡罗来纳州夏洛特一所社区学院发表的官方演讲中发表的13份声明。CNN称自2019年7月8日起他们持续调查了31周，得出特朗普现在平均每周有59次虚假声明，表示特朗普仍然是极不诚实的。
2月28日，在南卡罗莱纳州的一次竞选集会上将COVID-19称为民主党的骗局（hoax）。
3月6日，在亚特兰大的美国疾控中心总部召开的新闻发布会上称自己从来没听说有谁是死于流感的。之后，各媒体纷纷发文指出其爷爷弗雷德里克·特朗普即死于1918年流感大流行。
3月12日，在全国电视讲话中，误将对欧洲旅行禁令的范围扩大到货物上，之后白宫官方推特账号立即澄清没有任何针对货物的限制。同时，在演讲中称这次旅行禁令针对所有从欧洲出发的游客，引发身处欧洲的美国人恐慌。之后，美国国土安全部才发声明澄清这一旅行禁令并不包括美国公民、合法永久居民以及他们的直系亲属。
3月12日，巴西政府发言人确诊患有COVID-19。其于3月7日陪同巴西总统在海湖庄园会见过特朗普与麦克·彭斯，并留下合影。但是白宫新闻发言人回应特朗普与彭斯并未与该人亲密接触且并未表现出症状，因此二人将不会接受COVID-19检测。
3月13日，在白宫召开的新闻发布会上称谷歌的1700名员工正在协助开发一套系统，将会显著提升COVID-19的检测能力。事发后不久，谷歌公司即声明自己与该项目无关，实际上由其下属公司Verily负责开发。Verily则发表声明该项目尚处在初期，并且目前只准备在旧金山湾区进行应用，对于全国范围内的推广尚无明确时间表。
3月17日，美国总统特朗普在推特上称2019冠状病毒为“中国病毒”，引发争议。有人留言批评特朗普是“美国病毒”，是種族歧視者；有在美华人担忧特朗普的言论将推动美国国内的种族仇视情绪。但特朗普指「中國病毒」的說法，是要強調病毒是源自中國，他本人不滿中國散播病毒是由美軍傳到中國的陰謀論，認為這說法是污名化美軍。中国外交部发言人耿爽就此公开回应，表示“敦促美方立即纠正错误，并停止对中国的无端指责”。18日，美国前国务卿希拉里·克林顿表示特朗普“正在滑向种族主义言论，想转移人们注意力，（掩盖）他未能及早认真对待COVID-19、广泛提供检测、为美国应对危机做好充分准备”。3月19日，世界卫生组织卫生紧急项目负责人迈克尔·瑞安表示，“一直以来我们传递的信息就很清晰，病毒没有国界，不区分种族肤色和财富。我们在语言使用上要小心，应避免把病毒同个人联系在一起。我相信任何人都会后悔把病毒同种族联系在一起，这是所有人都不希望的，我们需要团结合作。2009年（H1N1）流感大流行是始于北美，我们也没把它称作北美流感。所以当遇到其他病毒时，我们采用同样的（命名）方式，避免同地域联系。我们要求每个人在这一刻都抱有团结的想法，这是需要事实并一起抗击病毒的时刻，而不是责怪谁。我们现在要确认所需要做的事情，从而确定地快速前进，同时避免将病毒同种族或其他领域相联系的表达。”直到3月24日，特朗普決定不再用「中國病毒」這一稱呼。
3月19日，特朗普在白宮出席疫情記者會時，被《華盛頓郵報》攝影記者博茨福德（Jabin Botsford）拍到其講稿上「新型冠狀病毒」一詞被墨水刪走，並改寫成「中國病毒」。
2020年3月19日，特朗普表示抗疟疾药物氯喹已被美國食品藥物管理局批准用于治疗COVID-19，但随即遭到FDA否认。
3月20日，在白宮疫情記者會上，特朗普称一种用于治疗COVID-19的药物可以「马上交付（immediate delivery）」，对此NBC记者彼得·亚历山大在提问时表示特朗普的说法与美国国家过敏和传染病研究所主任安东尼·福奇的表述不同，因为后者曾明确表示目前还没有治疗COVID-19的灵丹妙药，特朗普则对此含糊回应。亚历山大追问「那你要对感到害怕的美国人说什么呢？近200人死亡，14000人感染，数以百万计的人，如你所见，他们很害怕。你要对那些正看着你、感到害怕的美国人说什么？」特朗普则怒斥亚历山大，称其为「令人讨厌的记者」，同时表示「NBC和康卡斯特也一样。康卡斯特我管它叫‘Con-Cast’（特朗普讽刺假新闻的说法）」、「真是糟糕的报道，你应该回到报道本身，而不是哗众取宠」。对此CNN指出，最近特朗普加大了攻击媒体的频率，仅仅在19日的简报会上，他就攻击了纽约时报、华尔街日报和华盛顿邮报，称他们「非常不诚实」。
3月21日，特朗普在白宫COVID-19简报会上向医务工作者提出建议，称口罩可以「清洁和重复使用」，而不是「一次性使用」，「我们有很好的液体来做到这一点，给口罩消毒。」CNN报导称，尚不清楚特朗普指的是哪一类型的口罩，但FDA针对普通N95口罩的规定指出此类口罩只能一次性使用，「不能够共享和重复使用」。此外，FDA和美国疾控中心均未证实，口罩进行消毒后可以安全使用的可能性。
4月7日，特朗普批評世卫组织「以中國為中心」，并揚言將會「重手」限制美國對世衛的資助，又指世衛似乎經常站在中國一邊及犯錯，美方會考慮停止資助世衛。不过，世卫组织多名官员表示，否认该组织“以中国为中心”，并称当下正处COVID-19疫情大流行的严重时刻，不是应削减经费的时候。中国外交部发言人赵立坚表示，美方表示将暂停向世界卫生组织缴纳会费，将对国际抗疫合作产生消极影响，并强调各国“同舟同济，守望相助，共同为全球抗击疫情做出贡献”。
4月14日，特朗普宣布美国将停止资助世界卫生组织，认为世卫组织在处理COVID-19疫情时表现欠佳，没有及时公布疫情信息，没有出台有效的防疫措施。对此，美国医学会发表文章反对美国停止向世界卫生组织（世卫组织）提供资金，并指出“削减对世卫组织的资助，而不专注于解决问题，是一个危险的举动”。美国医学会同时强烈敦促特朗普重新考虑该政策。
4月20日，特朗普周一晚间在推特上表示，他将签署一项行政命令，暂时暂停外国向美国移民。对此，弗吉尼亚州众议员拜尔（Don Bayer）周一回应特朗普的推特，称其举动为“为仇外者寻找替罪羊”。拜尔在推特上写道：“从一开始，特朗普就一直在为自己的失败找人负责而大发雷霆。“移民几乎已经停止，但美国的病例数量远远超过任何其他国家。”加州众议员埃里克·斯沃韦尔说，特朗普的命令是试图指责冠状病毒通过移民传播。“我们不需要保护美国不受移民的影响。我们需要保护美国不受特朗普伤害，”他在回应特朗普的推特时说。斯沃韦尔在随后的推特上写道：“特朗普希望我们认为，我们的流行病是移民和其他国家的错。但我们正处于这场危机中——4.2万多人死亡，与其他国家一样，美国经济步履蹒跚，原因是他缺乏远见和领导能力，以及他一直未能承担责任和接受现实。”加州参议员卡玛拉·哈里斯也对特朗普的推特作出回应，称此举是“无耻地将这一流行病政治化，使其反移民议程加倍”。她写道：“特朗普从第一天起就没有认真对待这场危机。他放弃总统的角色已经付出了生命的代价。现在，他无耻地将这一流行病政治化，把他的反移民议程加倍。够了，总统先生。美国人民受够了。”
4月23日，特朗普在每日疫情简报会上危险地暗示，注射消毒剂或接受紫外光照射可以用来治疗感染病毒的人。美国国土安全部科技部代理副部长比尔·布莱恩在简报会上解释说，新的实验表明冠状病毒在阳光或高温下不会很好地传播，特朗普对此则表示“假设让光通过皮肤或其他方式进入体内，光可以在一分钟内杀死病毒，非常强大。科学家们可以试着使用紫外线或强光照射身体”。布莱恩随后又谈到了漂白剂和异丙醇等消毒剂可以迅速杀死病毒的实验后，特朗普问“我们是否有办法做到这一点，在体内注射消毒剂。”“消毒剂一分钟就把病毒消灭了。有没有可以注射消毒剂的办法？因为可以看到病毒进入肺部后，对肺产生巨大的影响，所以如果能确认一下这个办法会很有意思。”对此，美國食品藥物管理局局长斯蒂芬·哈恩在晚些时候对记者表示“我当然不建议在体内摄入消毒剂。”发布会结束后，乔治华盛顿大学医院的心脏病专家乔纳森·雷纳博士对记者表示：“总统所说的与消毒或光疗有关的话几乎没有任何意义。”布朗大学罗德岛医院的急诊医生梅根·兰尼博士也驳斥了特朗普的建议，并警告说，尝试这一建议可能会导致晒伤、皮肤癌或其他危险后果。早些时候，世卫组织曾在其网站上表示：“暴露在太阳下或高于25摄氏度的温度下，并不能预防冠状病毒病。”生产清洁剂的利洁时也在其网站上表示“在任何情况下都不应该给人体注射消毒剂”。據《紐約每日新聞》報導，紐約市衛生局毒物控制中心表示，自從川普「喝消毒劑」說後的18小時內，紐約市民打電話詢問紐約市衛生機構誤食了漂白水或家用清潔劑的次數達到異常新高，從23日晚上9點至24日下午3點內，約有30起誤食消毒劑的案例，與去年同一時段相比僅有13起案例，此一數量將近增加了兩倍之多。在美国其他地区，多地卫生局接到多个来自民众的咨询电话，询问食用消毒剂可否治疗COVID-19，咨询人数大幅上升。美国疾控中心更发文提醒公众应正确使用消毒剂。24日，白宫新闻秘书麥肯納尼发表声明说，特朗普总统多次表示，公众应该向医生咨询有关COVID-19感染的治疗手段。而特朗普本人当天则在白宫回应称，自己前一天提及注射消毒剂问题时，是带着“讽刺”的口吻在提问，白宮也指媒體錯誤表示了特朗普的建議。26日，中共中央對外聯絡部發言人胡兆明在Twitter上就此發表評論諷刺：「（特朗普）總統是對的。消毒劑是一種有效的殺死病毒的方法，而且比戴口罩爭議更小。順便說一下，中國是世界上最大的消毒劑出口國。如果美國消毒劑出現短缺，放輕鬆，你可以從中國進口一些。」他還於另一條推文中稱：「有些人確實需要注射消毒劑，或至少用它漱口。這樣他們在交談時就不會傳播病毒、謊言和仇恨。」
4月23日，特朗普在每日疫情简报会上被问及为何停止推广羟氯喹时，否认自己曾推广该药。然而，特朗普在3月和4月初几乎每天都会在白宫的简报会上多次提到羟氯喹并错误地暗示其治疗Covid-19是安全的，鼓励美国人“尝试”，并说这可能是现代医学的最大突破。4月中旬，来自巴西、法国和美国退伍军人医院的最新研究表明，这种药物可能对冠状病毒患者没有帮助，甚至可能产生致命的副作用，在此之后特朗普再也没有提到这种药物的名字，也没有吹嘘它的有效性。
4月25日，白宮宣佈取消舉辦疫情簡報會。不過在同年7月20日，特朗普宣布将恢复出席白宮疫情簡報會。
在疫情初期，特朗普和副總統彭斯基本不戴口罩。直至5月21日特朗普参观密歇根州的福特汽车工廠才佩戴口罩（福特汽車规定所有訪客进入工厂参观必须佩戴口罩）。然而在媒体镜头前则是直接摘下口罩，表示“不想媒體因看到他戴口罩而開心”。而特朗普直到7月2日才表示支持佩戴口罩。7月11日首次在媒體面前配戴口罩。此後特朗普又多次表示口罩對控制疫情有正面作用。
5月13日，特朗普将COVID-19称作是“来自中国的瘟疫”，随后引来中国外交部发言人赵立坚的抗议，称“流行性疾病不分国界、种族，是人类的共同挑战，是不可抗力”。
5月25日，特朗普前往位于弗吉尼亚州的高尔夫俱乐部度假，卻招致群眾抗議。民主党总统竞选人、前副总统拜登在推特指責特朗普在美國近10万人丧生，数千万人失业下卻忙著打高尔夫。
5月29日，特朗普在白宫记者会上宣布美国将退出世界卫生组织，理由是“世卫组织未能完成美国要求的改革”。随后，欧盟委员会主席冯德莱恩、欧盟外交和安全政策高级代表博雷利、德国卫生部长延斯·施潘、俄罗斯外交部发言人扎哈罗娃、爱尔兰卫生部长西蒙·哈里斯、孟加拉国达卡大学发展研究系教授提图米尔、英国利兹大学医学院副教授斯蒂芬·格里芬、牛津大学传染病顾问盖尔·卡森、德国联邦卫生部长延斯·施潘、德国外长马斯、意大利卫生部长斯佩兰萨均表示反对美国的行为。
6月24日，特朗普在亚利桑那州凤凰城演讲时认为很多人不明白COVID-19中19所代表的含义，并将其称为“功夫流感”（Kung Flu）。
7月4日，川普在白宮的美國國慶演說上，又語出驚人說「美國99%的確診病例，是完全無害的」，此突如奇來的言論引發民眾熱議，不但引起公衛學者不滿，白宮防疫官員也不願意為此言論背書。
7月7日，联合国前秘书长潘基文指责特朗普在疫情期间宣布退出世界卫生组织“不负责任”。
8月31日，總統川普在推特上轉發了一條“COVID-19死亡人數實際上僅9000人”的帖文，聲稱“Covid-19是唯一死因的病例，佔全部死亡病例的6%”，並認爲剩下94%的病患會死是因為本身都有其他疾病”，該文引發民眾熱議。傳染病專家福奇（Anthony Fauci）隨後在電視節目中糾正了這一說法，“不是9000人，是超過18萬人”他認為是總統誤讀疾管中心(CDC)的報告。
9月，美國記者鲍勃·伍德沃德在他的新書披露特朗普在明知疾病兇險情況下刻意淡化疫情。特朗普在接受伍德沃德採訪時表示這樣做可以避免公眾恐慌。
10月2日，特朗普在推特確認自己和第一夫人梅拉尼婭·特朗普的COVID-19檢測呈陽性。并于当地时间10月2日下午乘海军一号前往沃尔特·里德国家军事医学中心就医，并在推特上表示他与夫人“情况良好”。
10月6日，特朗普在Facebook、Twitter撰文指冠状病毒病的致命性遠低於流感病毒。此帖文其后被Facebook刪除，而Twitter則禁止用戶轉發該帖文，稱此帖「傳播具誤導性及潛在有害信息」，故將該帖文從主頁隱藏，需點擊警告提示才能看到。

## 民众反应争议

### 「冠状病毒挑战」争议
2020年3月15日，美国一女子在tiktok上发布一段视频，视频的标题是「冠状病毒挑战」，视频中女子对着镜头，在飞机厕所里俯身舔马桶圈，随后该女子给视频配文：「请转发这个视频，这样人们就能知道如何在飞机上保持卫生。」这段舔马桶圈的视频自发布以来，已经被观看了300多万次，并且引发多人模仿。该女子同时在推特上表示「冠状病毒只是为了穷人而准备的」、「我不会感染冠状病毒，因为有钱的金发碧眼女孩是免疫的」、「我很高兴冠状病毒可以把所有的老年人都给搞走，希望下个传染的就是我，这样我永远都不会变丑」、「我就是想要得到比冠状病毒这个『Bitch』更多的关注，因为冠状病毒足够有热度，所以我就利用了它。现在我就火遍全球啦，我妈妈因我而骄傲」。据最新报道，该女子已经感染冠状病毒，目前在家中隔离。
3月17日，一名美国加利福尼亚州比弗利山庄21岁男子跟风发起「冠状病毒挑战」，发布自己舔公共厕所马桶的视频，放言不怕冠状病毒。3月22日，该男子承认已经感染了COVID-19，如今身在医院。在该男子最新发布的视频里，他已经卧倒在病床，痛苦挣扎于病中。他在最新的视频标题中呼吁人们「转发该视频来传播对冠状病毒的认知警惕」。对此，英国主持人皮尔斯·摩根批评，模仿跟风「冠状病毒挑战」的网红都是对自己和他人健康安全不負责任的「渣滓」，并称他的结局是一种「报应」（Karma）。「如果你用这种鲁莽、白痴、自私的方式继续行事，报应迟早会来的。」 皮尔斯·摩根说，「我并不幸灾乐祸，我也不希望人们生病，但这样愚蠢的行为必须停止。那个舔了马桶的人，他有没有感染其他人？」
3月26日，一名女子在宾夕法尼亚州的一家连锁超市中故意对着价值3.5万美元的食物咳嗽，导致这些食物最终都被扔掉了。超市负责人认为这种行为是一种「变态的恶作剧」，同时表示在疫情导致食物短缺的时候浪费粮食「令人羞耻」，警方表示将对这名妇女提出指控。

### 疫情相关的社会冲突
2020年3月26日，美国密苏里州一男子因不满政府应对COVID-19大流行的防疫举措，密谋炸毁医院，随后被FBI击毙。据密苏里州卫生部统计，截至周三（3月25日）下午2点30分，密苏里州共确诊356例COVID-19感染病例，其中8人死亡。针对疫情的蔓延，密苏里州堪萨斯城政府却只有呼吁人们「待在家里，减少出行」这一项抗疫措施。36岁的蒂莫西·威尔逊（Timothy Wilson）是密苏里州的一名居民，他因此对联邦政府的防疫举措感到失望，认为他们做的远远不够，他计划用车载简易爆炸装置炸毁堪萨斯城附近一家收治COVID-19患者的医院，以此造成大规模伤亡，并引起政府的注意。FBI则称威尔逊是一个潜在的暴力极端分子，受到种族敌意、宗教驱使，并且对政府极不信任，近几个月以来他们一直在追踪他。当FBI试图逮捕威尔逊时，他携带了武器。当时，FBI以为威尔逊携带了一枚炸弹，在抓捕过程中朝他射击。随后威尔逊被紧急送往附近的医院，但最终不治身亡。后经证实，他当时并没有携带炸弹。
3月31日，一个名为莫雷诺（Moreno）的男子驾驶一辆火车试图袭击整停泊在港口接纳非COVID-19感染患者的仁慈號醫療艦，最终火车只是在离船800英尺处出轨，医疗船没有损坏，没人受伤，但火车泄漏了大量燃油需要消防员处理。莫雷诺认为政府的真正目的是试图隔离他们（正常人）或者接管当地，需要引起人们关注和醒觉，所以突然起意策划这次行动。事后其被立即制服并入狱，美国洛杉矶检察官办公室对其作出导致火车失事的指控。
5月4日，密歇根州弗林特一家商店的一名保安人员，要求顾客按照州规定戴口罩，但顧客不予配合並和保安產生糾紛，最終保安遭到枪杀。案發後有3名相关嫌疑人被起诉。

### 「病毒派對」爭議
據2020年3月24日美媒報導，美國出現有人故意舉辦「病毒派對」，讓確診者刻意散播病毒的情況。根據消息有人是想挑戰病毒，也有人以為大家都有了抗體就不怕病毒。
5月美國華盛頓州有官員表示，位於西雅圖東南方約420公里的瓦拉瓦拉郡（Walla Walla County）最近出現近百起病例，其中一人死亡。瓦拉瓦拉郡衛生官員狄波特（Meghan DeBolt）說：「我們詢問其接觸史，發現竟然有25人，他 們說：『因為我們當時參加病毒派對』」 ，有人表示這樣可以得抗體。此外，美國當地學生開始流行舉辦刻意互相傳染病毒的派對，並有利用這種進行賭博謀利的現象。 
7月13日，美國媒體報導，美國德州一位醫師向媒體透露，一名30歲年輕男子在參加確診者舉辦的「疾病派對」後染疫身亡，並以此例子強調年輕人也有感染風險，呼籲大家別再心存僥倖。據《紐約時報》的專題報導，這名30歲男子曾參加這種派對。該名醫生所提供的消息來源並未明確指出派對舉行地點、有多少人參加，或這名年輕男子是在派對後多久因染疫住院。

### 对居家令的抗议活动

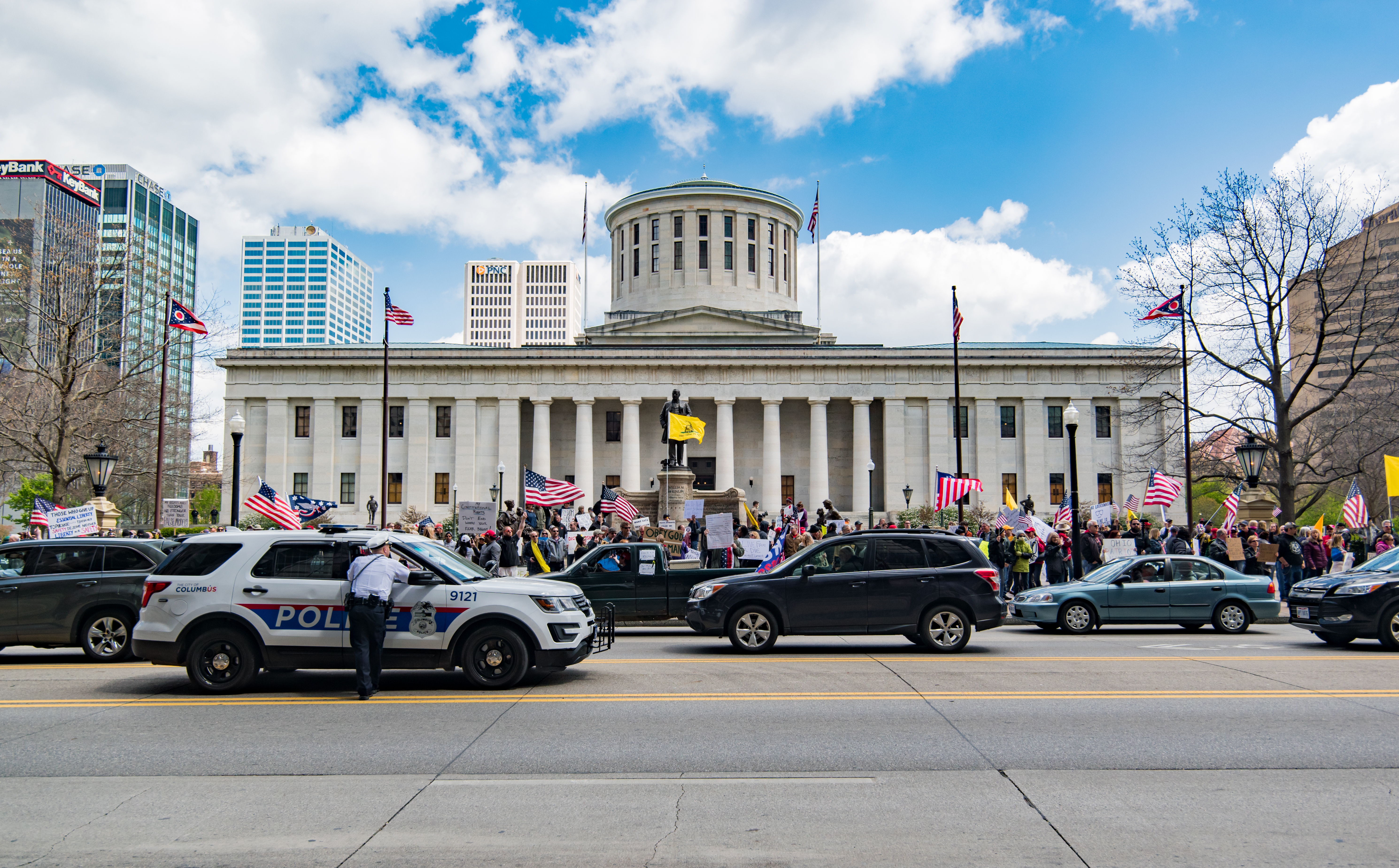
2020年4月18日，在俄亥俄州哥倫布的反封鎖抗議。

2020年4月17日，100多名示威者聚集在洛杉矶亨廷顿海滩，抗议加州政府颁布的“居家令”及隔离封锁措施；在明尼苏达州，一个自称“解放明尼苏达”的组织不顾“居家令”的规定，在州长蒂姆·瓦尔茨的住所前示威。4月18日，加利福尼亚州、得克萨斯州、印第安纳州、犹他州、马里兰州、科罗拉多州、威斯康星州和密歇根州均出现了要求解除“居家令”及隔离封锁措施的抗议集会。抗议者大规模聚集，很多人甚至没有戴口罩。在位于奥斯汀的美国得克萨斯州议会大厦前，有很多居民拒绝遵守“社交距离”规定，并为特朗普希望能够解雇安东尼·弗契而欢呼。对此，特朗普4月17日连发三条推文，用大写字母写道“解放密歇根州。解放明尼苏达州。解放弗吉尼亚州，保有伟大的宪法第二修正案赋予你们的权利（即公民有持枪权）。它正在受到封锁。”，鼓励这些抗议者。4月19日，科罗拉多州有医护人员佩戴口罩，只身站在抗议「居家令」的宣传车辆面前，阻挡车辆前进。该名医护被环球时报主编胡锡进称为美国的坦克人。4月20日，雅虎发表了一项民意调查，显示60%的公众反对抗议，只有22%的公众支持抗议者。而在共和党内部，47%的共和党人反对抗议活动。雅虎的民调还显示71%的美国人和56%的共和党人更关心的是取消冠状病毒居家限制措施太快，认为在必要情况下应延长“居家令”及隔离封锁措施。安东尼·弗契表示，除非病毒得到控制，否则美国经济不会复苏。他说，他向抗议者传达的信息是，“从经济学的角度来看，封锁是一种伤害，但过早重新开放可能会造成更大的伤害。”华盛顿邮报则评论，认为美国的个人权利思想已经阻碍了抗击流行病的斗争，“我们可能已经在个人自由方面走得太远，没有对病人进行更多的接触追踪和隔离；在联邦制方面走得太远，没有协调国家的反应；在自由市场方面走得太远，没有保障就业。”并将抗议者类比为伤寒玛丽。
因有傳言生态健康联盟向武汉科研人员提供了数百万美元资金，美国国家卫生研究院中断了對该机构的资助。5月，77名美国诺贝尔奖得主联名致信美國衛生及公共服務部长和美国国家卫生研究院院长表達抗議，要求他们應繼續資助生态健康联盟。

### 故意感染以便出售抗体血浆
COVID-19康复者的血浆可被用于治疗COVID-19，该疗法已在2020年8月被美国食品药品监督管理局批准。2020年10月，位于爱达荷州的杨百翰大学分校调查称有部分学生故意感染COVID-19，以便在康复后捐献含有抗体的血浆。捐献一次血浆可获得100至200美元，康复者可多次捐献。校方表示学生如有经济困难应向校方求助，不应该牺牲身体健康换取金钱。校方并计划将故意感染COVID-19的学生开除。

## 物资调配问题
2020年3月19日，特朗普和彭斯与美国各州州长举行电话会议，要求各州州长自己寻求购买呼吸机及防护装备。特朗普坚持认为，超过70亿美元的国家医疗用品储备不仅是为了部署到各州，也是为了联邦政府使用，并补充说各州应该有自己的储备。特朗普的女婿兼高级顾问贾里德·库什纳上周表示这应该是「我们的储备，而不应该是各州随后使用的储备」。此举导致各州纷纷自行采购所需的物资和设备，同时在竞价期间联邦紧急事务管理署推高了价格，导致部分州预订的物资被联邦政府以更高的价格截走。马萨诸塞州州长在视频会议上告诉特朗普，该州在关键物资采购上三次输给了联邦政府，「我的感觉就是如果有人有机会将物资卖给你和我，我肯定会输给你。」。面對抱怨價高者得的做法，總統川普表示：我又不是送貨員。
。对此，美国疾控中心前主任托马斯·弗里登表示，国家战略储备的目的就是保证政府能在紧急情况下将物资能部署至各州，「没有‘我们的’或‘他们的’，它应该被视为一个单一的、集中管理的联邦资源，可以快速部署到任何需要的地方」。他还指出在H1N1大流行期间，该储备释放了四分之一的抗病毒药物、个人防护设备和呼吸防护设备，以帮助每个州作出反应。
據6日新澤西州當地媒體報道，該州桑莫塞郡為醫務人員訂購的35000只N95和醫用手術口罩被聯邦政府征用，且並沒有被告知沒收該物資的原因與去向。在這批物資即將送達的當天，桑莫塞郡緊急管理辦公室突然接到供應商的電話，並被告知這筆訂單已經被拿走。
而據《洛杉磯時報》4月7日報道，過去一周，美國7個州的醫院與診所在采訪中透露了，其物資或訂單被聯邦政府截走征用的遭遇。美國聯邦緊急事務管理局未將這些“收購”公開，也並未詳細說明沒收物資的原因、範圍及物資去向。
據《芝加哥太陽時報》在4月23日報導，伊利諾州州長普里茨克為避開聯邦政府可能查扣物資的情況，於是籌組包機秘密從境外運回數以百萬計的口罩與手套。普里茨克的新聞秘書艾伯岱在採訪中表示：「供應鏈已變得宛若西部拓荒時代，就算買到物資，還要確保我們州真正拿到手，那又是另一番艱鉅功夫。」。普里茨克還描述，為從海外籌獲個人防護裝備與其他品項，須與聯邦政府和各州之間打起激烈競標戰。

## 媒体报道相关争议
2020年4月9日，CNN报道副总统彭斯办公室在过去一周中，禁止白宫COVID-19工作组卫生专家接受CNN采访，并以此要求CNN完整转播白宫记者会。CNN称，副总统办公室的态度是：「等你们转播发布会时包括这些专家之后，再期待他们上节目吧。」CNBC则评论称，这体现白宫和CNN之间的紧张关系升温，也反映出美国媒体在转播白宫记者会时的普遍纠结——发布会时间过长，传递的疫情信息远比外界柔和，而且特朗普常利用记者会的曝光批评自己的政治对手等。CNN还报道特朗普拒绝CNN多次提出的采访要求，而是在国家紧急情况下多次出现在福克斯新闻台接受采访。
4月10日，白宫官方网站发表评论，表示联邦政府每年花费大约2亿美元让美国之音来完成「‘讲述美国的故事’和‘清晰有效地向全球人民介绍美国的政策’的使命」，而在COVID-19疫情期间却「经常为美国的对手说话，而不是为美国公民说话。」，认为美国之音「放大了北京的宣传」。白宫方面同时评论「记者应该报道事实，而不是宣传」，并表示「美国之音称中国的武汉封锁是一个成功的‘模式’，被世界许多国家效仿，然后在推特上发布了共产党政府庆祝隔离结束（即武汉解封）的灯光秀视频，这放大了北京的宣传。」在白宫发表此篇评论之前，白宫社交媒体主管丹·斯卡维诺（Dan Scavino）4月9日又对美国之音进行了抨击，他在推特上称美国之音为「耻辱」。对于这些批评，美国之音总编辑阿曼达·贝内特表示「像美国之音这样的公费独立媒体和国家控制的媒体之间的一个重大区别是，我们可以自由地展示问题的所有方面，而且实际上我们是按照美国之音宪章中的法律授权这样做的」。阿曼达·贝内特在一份长篇声明还表示「美国之音在许多报道中也强调了中国在应对病毒方面的不足。美国之音和其他几家美国新闻机构实际上被禁止在中国工作，但美国之音继续从中国国内报道和广播新闻。」
4月13日，特朗普在白宫的例行简报会上播放了一则宣传短片，短片内容从正面的角度总结了特朗普政府的抗疫表现。短片宣传，特朗普采取了“决定性举措”，领导美国抗击COVID-19疫情。视频以时间轴的形式，以关键事件为时间节点，列举了特朗普从1月7日至今的“抗疫成就”。短片中后段还截取了纽约州州长安德鲁·科莫的一段发言，强调各州州长都“十分感谢”联邦政府在抗疫中的表现。对此，CNN就在直播到特朗普播放宣传短片时，突然切掉了信号。CNN主播约翰·金同时表示：“用纳税人的钱在白宫简报会上播放一段吹嘘视频真是一大‘创举’。”而CNN直播画面下方的新闻横标题，也立刻改成了：“愤怒的特朗普将简报会改成宣传会”、“特朗普拒绝承认任何错误”、“特朗普发表‘特别工作简报’，试图篡改自己应对疫情的黑历史”、“特朗普就其忽视病毒警告的报道愤怒回应”。与此同时，MSNBC也同样切掉了播放宣传片时的直播信号，而立场比较倾向特朗普的福克斯新闻从头到尾对简报会进行了直播。宣传短片播放结束后，特朗普还批评一些媒体：“我并不介意别人批评我，但如果他们确实错了，我不会接受批评。”“我们所做的一切都是对的。”简报会进行到记者提问环节时，哥伦比亚广播公司的记者保拉·里德问特朗普：“旅行禁令发布后你是如何争取时间的？整个二月你在做什么？二月到三月你做了什么？”特朗普则避而不谈二月份，回答一月份美国还没有病例，还回呛里德：“你当时就是这么报道的，‘零病例，零死亡’！”里德认为，之前的时间全都被特朗普浪费了：“你当时没有准备医院资源，你也没有加速病毒检测，而现在将近2000万人面临失业。”特朗普立刻插话：“你这么说实在是太可耻了（You're so disgraceful）”。他表示，自己的政府当时做了很多事，这些都有记录，完全可以列出详细的列表给大家看。就这样，记者一直追问特朗普2月做了什么，但特朗普则紧紧抓住1月不放……终于被问得不耐烦了，特朗普吼到“（做了）超多”，并怒斥“你们都是假新闻！”。
4月8日，攝影師George Steinmetz使用無人機拍攝了一組照片，記錄了紐約市將大量屍體埋在哈特岛的現象。他因此被紐約警方起訴；警方以「作爲出庭證據」爲由，當場沒收了他的無人機。之前美联社攝影師John Minchillo也使用拍攝了類似圖片；有媒體認爲John的無人機也被沒收。

## 校园重开及学生签证相关争议
2020年7月6日，美國移民及海關執法局发布通告说，2020年秋季学期的留学生如果仅上网课，将无法取得赴美签证或维持当前签证。媒体认为，此新政发出的目的是强制学校复课。为此，哈佛大学和麻省理工学院提起联邦诉讼。哈佛大学校长劳伦斯·巴科在一封公开信中说，针对留学生的签证新规是在没有事先通知的情况下下达的，“既残酷又鲁莽”。亦认为新规意在迫使大学重启校园，而无视学生和教职员工的健康和安全。而总统特朗普8日表示，学校如果不重启，可能被切断联邦经费。迫于舆论压力，7月11日，美国入境与海关执法局对该新政进行了部分修改。修改后的新规为：身在美国境内的国际留学生，不能全部选择上网课；身在美国境外的国际留学生，可以在当地选择上网课；没有回美国返校，但仍上网课的学生，学生身份仍然有效，只需要在SEVIS中保持激活状态。之后在14日，美国联邦政府宣布撤回新規，美媒更引述消息人士指，白宮內部部分人士認為新規定的構思及執行不力。而傳染病專家福奇表示，在一些疫情嚴峻的校區，校園是否重開，應由校方自行決定。
7月24日，特朗普政府發出有關留學生的新指引，明确对2020年秋季入学，且全部上網課的大學一年級的留學生新生，將不准入境美國；但如果大學證實留學生打算在該學期報讀至少一個面授課程，則可以入境。新規定不適用於已于3月9日之前入學的留學生。26日，美国聯邦衛生福利部長阿查爾表示，對於即將到來的新學期，民眾應該要有心理準備，假設是所有學生都將回到校園上課。
8月，美国已有大學開學一周，隨即出現過百宗確診，被迫轉為線上授課；有大學則考慮將課堂搬到室外。

## 疫苗相关争议
2020年3月31日，美国罗格斯大学、哈佛大学陈曾熙公共卫生学院和伦敦卫生与热带医学学院等机构的研究者在《传染病学期刊》上发表了论文预印本，称设计了「人类挑战」试验计划，将招募志愿者接种2019冠状病毒病疫苗并产生免疫反应后让其接触病毒以观察疫苗效果。据路透社报导，美国官方科学家也有类似计划。此举引发了伦理争议。支持者认为此方法有望缩短疫苗研发时间，且可招募年轻志愿者并使用减活毒株来降低风险。反对者认为要尊重科学研究规律，疫苗研发必须包括从动物实验到三期人体临床试验的每一个环节。也有反对者认为疫苗的研发速度并不慢，采取「人类挑战」并无必要，且未必会加速疫苗研发。
2020年11月，美國總統川普在玫瑰園開記者會表示，表示要從輝瑞訂購2000萬劑疫苗，12月就可以供民眾施打，但是疫苗不會給紐約州，相關言論在美國民眾之間引發嘩然。對此川普在臉書發文，再度就這件事開嗆紐約州長，強調是州長自己說要延後使用的。
2021年1月，美國爆發疫苗嚴重不足的情況。美國明尼蘇達州州長 沃爾茲 (Tim Walz) 表示：「無庸置疑，美國在疫苗分發上是全球最差的！政府在說謊，根本就沒這麼多劑疫苗。」，美國奧勒岡州州長 布朗 (Kate Brown) ：「我就明講了，這是全國性的欺騙事件。」，她15日推特上直接表示，“美聯邦政府根本就沒有足夠的疫苗儲備，我們已經無法從聯邦那里拿到更多的疫苗了”，並說明聯邦官員告訴她，沒有儲備足夠的第二劑疫苗用量，引起輿論譁然。
2021年8月，以色列、德國等部分國家宣佈實施加強針疫苗接種計劃。世界衛生組織總幹事譚德塞稱低收入國家的疫苗接種率仍然不足，呼籲暫緩接種加強針以將疫苗供應給仍然需要給老人及醫護人員接種第一針的國家。美國白宮發言人珍·普萨基拒絕世衛組織建議，稱其是「虛假的選擇」，認為援助低收入國家和為本國人士提供加強針兩者可以兼顧。
2021年8月23日，紐約市要求所有公立學校教職員必須在9月27日之前至少接種1劑2019冠狀病毒病疫苗。此舉引發紐約数百名教职员工抗议。